# Without You (Karen Mok)
Without You (cinese: 如果没有你; pinyin: Rúguŏ Méiyŏu Nĭ) è un album della cantante cinese Karen Mok, pubblicato nel 2006. 
La maggior parte dei testi è in mandarino, anche se due tracce sono in cantonese.

## Tracce
1. 野 (YěP, lett. "Wild")
2. 一口一口 (Yì Kŏu Yì KŏuP, lett. "One Mouthful, One Mouthful")
3. 如果没有你 (Rúguŏ Méiyŏu NĭP, lett. "Without You")
4. 24 hrs
5. 一个人睡 (Yígè Rén ShuìP, lett. "Sleeping Alone")
6. 甜美生活 (Tiánmĕi ShēnghuóP, lett. "Happy Life")
7. 手 (ShŏuP, lett. "Hand")
8. 薄荷 (BòhéP, lett. "Peppermint")
9. AM PM
10. 天下大同 (Tiān Xià Dà TóngP, lett. "Same World")
11. Fire
12. 24 hrs – (cantata in Cantonese)
13. 众生缘 (Zhòng Shēng YuánP) – (cantata in Cantonese)

## Stile
In questo album Mok sperimenta i generi rock, come il grunge/post-grunge, l'alternative rock, l'alternative pop e il rock pop. "天下大同" (Tiān Xià Dà Tóng, "Same World") era una traccia pop rock influenzata dall'urban. "24 hrs" è una canzone alternative rock animata da un violino, riguardo a un rapporto di amore e odio, con un notevole uso di accordi grunge di chitarra elettrica nel ritornello e chitarra acustica nei versi. È una cover della canzone "24" di Jem. "Shou" è una canzone hard rock/hard pop ispirata dal rock and roll. "Fire" è una canzone acoustica pop-rock.